# Gundelsheim (Bavière)
Pour les articles homonymes, voir Gundelsheim.

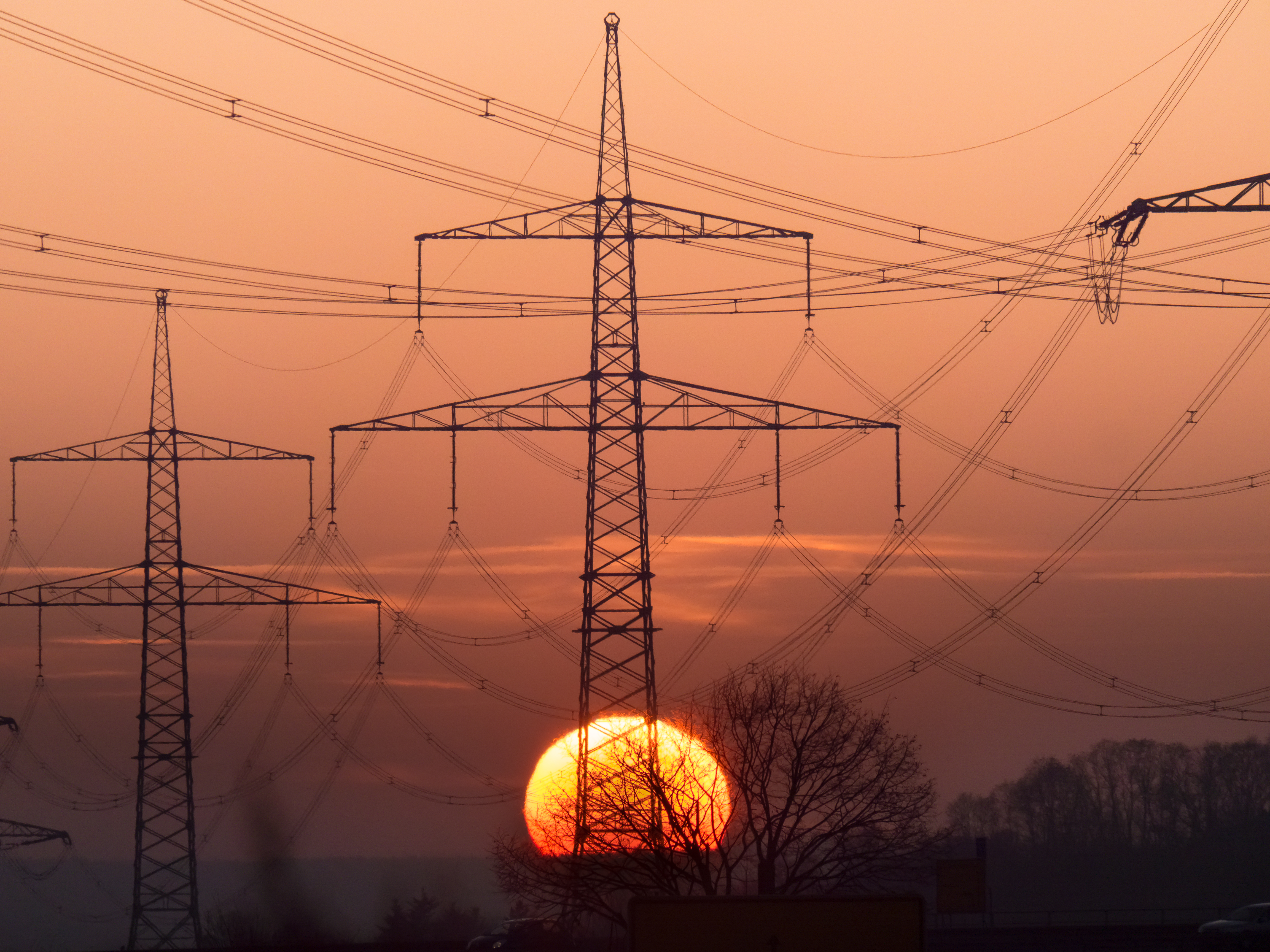
Lignes à haute tension au soleil couchant près de Gundelsheim. Mars 2014.

Gundelsheim  est une commune de Bavière (Allemagne), située dans l'arrondissement de Bamberg, dans le district de Haute-Franconie.

## Jumelage
- Saint-Symphorien-d'Ozon (France)